# Mabel Manzotti
Mabel Manzotti (Rosario, 28 de julio de 1938-Buenos Aires, 25 de enero de 2012) fue una actriz de teatro, cine y televisión, ex vedette y política argentina.

## Biografía
Nacida en el Hospital del Centenario, en Rosario Argentina y se crio en un pueblito a 48 km al noreste de la ciudad de Pergamino), creció cerca de la disciplina de su abuela. A la edad de cuatro años, ya instalada con su familia en Valentín Alsina (un barrio en Lanús, al sur de la ciudad Buenos Aires), comenzó sus estudios escolares, los que continuó en la Escuela n.º 38. Graduada como maestra en 1955, comenzó a estudiar posteriormente en el Conservatorio Nacional de Arte Escénico, debutando en 1959 con la obra teatral El farsante más grande del mundo, con Alfredo Alcón y Osvaldo Bonet.
Desde principios de los años sesenta se lució en espectáculos como
El novio (1962), en el Teatro Coliseo,
Los fantásticos (1962), con autoría de Tom Jones y dirección de Edgardo Cané,
El dedo gordo (1963), con Susana Rinaldi y Marty Cosens, y
Paren el mundo, quiere bajar (1965), en el Teatro Embassy.
Durante las temporadas teatrales de 1967 y 1969 acompañó a Libertad Lamarque en su exitosa pieza teatral Hello, Dolly!, de Daniel Tinayre, en el Teatro Odeón. Se desempeñó como vedette en el reconocido Teatro Maipo y participó en 10 películas hasta su muerte.
Sin embargo, su popularidad llegaría a fines de los años sesenta con su personaje de Bochita en el ciclo televisivo El Botón, comedia con Alberto Olmedo y Jorge Porcel. En 1970 realizó su primera intervención cinematográfica en Blum, de Julio Porter para Producciones Salvador Salias, encarnando a Renata. Luego se la pudo apreciar en películas picarescas como Vamos a soñar con el amor (1971), con Niní Marshall y Menchu Quesada, y ¿De quiénes son las mujeres? (1972), de Catrano Catrani.
En 1981 ganó el Premio Konex de Platino en el rubro de Unipersonal.
Protagonizó unipersonales y actuó en comedias musicales como la ya mencionada Hello, Dolly!, Mame (1970), en el Teatro Cómico, Los ángeles de Vía Véneto (1971), protagonizada por Darío Vittori en Mar del Plata, y en la obra dramática La señora Klein. Ha recibido los premios Talia como Mejor Actriz (1965) y Revelación del Año (1962), el Estrella de Mar (1985), el premio Municipal por Memorias de un adolescente, el Molière por su actuación en el unipersonal ¿Y por casa cómo andamos? y el premio Pepino. En 1981 se le otorgó el Konex como Mejor Actriz de Unipersonal, respectivamente.
Después de incursionar en la serie Gorosito y Señora al lado de Santiago Bal, en 1976 cumplió su primer rol importante en cine con Sola a las órdenes de Raúl de la Torre. Para 1979 compuso a Felisa en El Rey de los Exhortos. Durante la década del 70 y 80, con la última Dictadura Militar y el inicio de la guerra de las Malvinas, se redujo su trabajo y comenzó a interesarse por la política, cumpliendo labores en el radicalismo junto a Raúl Alfonsín y militando en la UCR (Unión Cívica Radical).
En 1986 interpretó a la amiga de Dora Baret y Graciela Borges en Seré cualquier cosa, pero te quiero y en 1992 formó parte del elenco del musical Gypsy, llevado a cabo en el Teatro Astral bajo la dirección de Omar Cyrulnik.
En los años noventa se presentó por diversos teatros nacionales con su unipersonal Más vale tarde que nunca, espectáculo que ya se ha convertido en un clásico de su repertorio.
En 1996, tras diez años sin actividad cinematográfica, retornó a ese medio con Besos en la frente, con China Zorrilla y Leonardo Sbaraglia. El 10 de diciembre de 1999, reemplazó en el cargo de diputada de la Nación Argentina a la política Graciela Fernández Meijide.
Durante su mandato propuso aproximadamente 70 proyectos, de los cuales se destaca el de "promover que la política educativa nacional fomente la presencia del teatro en la educación", de 2001 (último año de su cargo).
La Asociación Argentina de Actores, junto con el Senado de la Nación, le entregó el Premio Podestá a la Trayectoria Honorable en 1999.
Durante los últimos años se especializó en el teatro y la televisión, llegando a rodar solamente tres películas desde 1996 a 2012: el corto Yo quiero ser bataclana (2005), El regreso de Peter Cascada (2005), basada en un argumento de Sergio Bizzio y Más que un hombre (2007), interpretando a doña Dominga (la madre del protagonista Luis Ziembrowski). Por su parte, en el medio teatral se ha destacado con espectáculos como El alma de papá (2006), con Juan Manuel Tenuta, y La pipa de la paz (2009).
Retornó al género humorístico con Síndromes (unipersonal, 2004), donde compuso una veintena de personajes que demostraron los problemas de la sociedad actual.
En 2008 encaró un papel de reparto en la popular serie diaria Vidas robadas, donde acompañó al actor Carlos Portaluppi, quien hizo de su hijo en teatro.
Estuvo casada durante la década de 1960 con el actor Norberto Aroldi del cual se divorció a comienzos de los 70. Tuvo un hijo. Una de sus últimas apariciones públicas fue a fines de 2010, cuando fue homenajeada en la entrega de los premios Hugo, por su trayectoria y aporte al musical argentino. A principios de 2011, la actriz sufrió un accidente cerebrovascular, que le originó la parálisis de la mitad del cuerpo y debió ser asistida por respirador. Falleció como consecuencia de un paro cardiorrespiratorio el 25 de enero de 2012 a los 73 años en la clínica La Providencia, luego de permanecer internada ahí durante un mes, y sus restos fueron inhumados en el Panteón de Actores del Cementerio de la Chacarita.

## Filmografía
- 1953: La mejor del colegio"
- 1970: Blum
- 1971: Vamos a soñar con el amor
- 1972: ¿De quiénes son las mujeres?
- 1976: Sola
- 1979: El rey de los exhortos
- 1986: Seré cualquier cosa, pero te quiero
- 1996: Besos en la frente
- 2005: Yo quiero ser bataclana (cortometraje)
- 2005: El regreso de Peter Cascada
- 2007: Más que un hombre

## Nominaciones
| Año  | Premios               | Categoría                        | Programa      | Resultado |
| ---- | --------------------- | -------------------------------- | ------------- | --------- |
| 2008 | Premios Martín Fierro | Mejor Actriz de Reparto en Drama | Vidas Robadas | Nominada  |